# トヨタ・1600GT
1600GTは、トヨタ自動車が生産していたハードトップ型乗用車。型式名はRT55。その成り立ちからコロG（コロナGT）とも呼ばれるが、正式名称ではない。

## 概要
1967年8月発売開始。本車種は同年5月に登場したトヨタ2000GTの弟分という位置付けだった。ボディは、3代目コロナ2ドアハードトップ（コロナ1600S、後期型ボディ）の物を補強した他、サスペンションやブレーキも強化されている。
フロントフェンダーにエアアウトレットを追加し、フェンダーアーチをコロナのものより少し大きめに取っている。フロントグリルとリアクォーターピラーにはトヨタ2000GTに似た逆三角形の七宝焼きエンブレムが付けられ、スタイル上のアクセントとなっていた。塗色もコロナには見られなかった鮮やかな黄色をイメージカラーとしていた。標準で発売されたのは他に白、赤、銀など。
搭載されるエンジンは、コロナ1600S用のOHVツインキャブ『4R』型のシリンダーブロックにヤマハ発動機がアルミニウム合金製DOHC（1気筒当たり2バルブ）ヘッドを換装した『9R』型（JISグロス値最高出力110馬力）。これに4速MT車の『GT4』（96万円）と5速の『GT5』（100万円）とが併売された。尚、フロントシートと『GT5』のミッションはトヨタ2000GTの物を流用し、ステアリングホイールは同一デザインだがこちらはプラスチック製となっている。
発売から延べ1年、2222台をもって生産・販売が終了した。系列的な後継車種はコロナマークIIの高性能仕様である『1900GSS』となる。

## 前史
国内レースでは、本車種のプロトタイプモデルとして3代目コロナの前期型のハードトップボディを元に作られたものがトヨタ・RTXの名で1966年3月の第4回クラブマンレース（日本グランプリの前座試合）に初参戦しており、それぞれ初勝利を飾っている。このRTXは、1967年7月の鈴鹿12時間耐久レースにも2台が出場し、またも1位、2位を独占した。優れた空力特性とバランスの良い操縦性、軽量、150馬力以上の高出力、タフネスさを利用して、正式な発売後も同じクラスのいすゞ・ベレットやダットサン・ブルーバードSSSのみならず、ダットサン・フェアレディ2000など大排気量車にも勝利を重ねることも多く、1968年の日本グランプリでは、当時の王者であった日産・スカイライン2000GT-Bを打ち破るなどし、約3年間ツーリングカーレースを席捲した。
翌1969年に開催されたJAFグランプリでは、初参戦の日産・スカイラインGT-Rと直接対決となる。不利が予想される中、予選では1位から3位までをGT-R勢に独占されるも、1速をスタート専用に設定していたトヨタ勢（カローラなども含む）は決勝のスタートで日産勢の前に出ることができた。しかし、GT-R勢が中盤から作戦変更したことより形勢が逆転、今度は2位、3位を奪われ防戦一方の展開となる。ここで1位を走るドライバーの高橋晴邦が意地を見せ、辛くもリードしたまま振り切って1位でゴールした。しかし、高橋は速度で勝るGT-Rを直線でブロックしたため、これにコース監察の競技役員が走路妨害の疑いを報告し、競技委員会もこれを確認したため、高橋は罰則で1周減算され3位（クラス1位）となった。1600GTのワークスとしての出場は、このレースをもって終了した。